# Night Is Young
„Night Is Young” – singiel kanadyjskiej piosenkarki Nelly Furtado, promujący jej pierwszy album kompilacyjny, zatytułowany The Best of Nelly Furtado. Twórcami tekstu utworu są Nelly Furtado, Salaam Remi oraz Hernst Bellevue, natomiast jego produkcją zajęli się Salaam Remi i StayBent Krunk-a-Delic. Singel swoją premierę miał 12 października 2010 roku. „Night Is Young” pod względem muzycznym łączy w sobie przede wszystkim muzykę electropop oraz dance-pop. Piosenka otrzymała pozytywne recenzje od krytyków muzycznych.

## Tło
Piosenka została skomponowana przez  Nelly Furtado, Salaam Remi i Hernst Bellevue, natomiast za jej produkcję odpowiadają Remi oraz StayBent Krunk-a-Delic. „Night Is Young” jest jedną z dwóch piosenek, które wyciekły do internetu przed premierą. Utwór na początku 2010 roku znany był pod roboczym tytułem „Free”. Piosenka miała ukazać się na nowym albumie studyjnym Furtado, pod planowaną nazwą Lifestyle w maju 2010, jednak wydanie płyty odwołano, a artystka oświadczyła, że „Night Is Young” będzie głównym singlem na jej pierwszej składance The Best of Nelly Furtado. 

## Teledysk
Teledysk do „Night Is Young” został wyreżyserowany przez Alana Fergusona i nakręcony w centrum największego miasta w Kanadzie – Toronto, w dniach 13, 14 października w 2010 roku. Jego oficjalna premiera odbyła się 1 listopada na portalu YouTube.

## Lista utworów
|  | - Digital download 1. „Night Is Young” – 3:32 - Digital download (UK Version) 1. „Night Is Young” – 3:32 2. „The Best of Nelly Furtado Minimix” – 4:51 - Digital download (The Remixes) 1. „Night Is Young” (Burns Dub Remix) – 6:17 2. „Night Is Young” (Burns Vocal Remix) – 6:48 3. „Night Is Young” (Manhattan Clique Remix) – 6:50 | - Digital download (The Remixes Part 2) 1. „Night Is Young” (Eclectic Dancehall Mix) – 3:59 2. „Night Is Young” (Psychadelically Wiz Mix) – 3:59 - Digital download (UK Remixes Version) 1. „Night Is Young” (Sketch Iz Dead Radio Remix) featuring Wiley – 3:27 2. „Night Is Young” (Remix by Frankmusik „Montreal Mist Edit”) – 4:29 3. „Night Is Young” (Manhattan Clique Remix – Edit) – 3:38 |

## Notowanie
| Kraj (2010–11)              | Najwyższa pozycja |
| --------------------------- | ----------------- |
| Austria (Ö3 Austria Top 40) | 69                |
| Belgia (Ultratop Flandria)  | 10                |
| Belgia (Ultratop Walonia)   | 32                |
| Czechy (Rádio Top 100)      | 36                |
| Kanada (Canadian Hot 100)   | 20                |
| Polska (Top – Dyskoteki)    | 41                |
| Słowacja (Rádio Top 100)    | 7                 |

| Kraj   | Lista (2010)      | Najwyższa pozycja |
| ------ | ----------------- | ----------------- |
| Polska | AirPlay – Nowości | 4                 |

| Kraj   | Lista (2010)                                    | Najwyższa pozycja |
| ------ | ----------------------------------------------- | ----------------- |
| Polska | Radio Zachód (Mniej Więcej Lista)               | 1                 |
| Polska | Radio Eska (Gorąca 20)                          | 2                 |
| Polska | RMF FM (Poplista)                               | 3                 |
| Polska | Radio PiK (Lista Przebojów Polskiego Radia PiK) | 8                 |
| Polska | Radio Szczecin (Szczecińska Lista Przebojów)    | 20                |

## Historia wydania
| Kraj              | Data                 | Format                                | Wytwórnia | Źródło |
| ----------------- | -------------------- | ------------------------------------- | --------- | ------ |
| Stany Zjednoczone | 19 października 2010 | Digital download                      | Geffen    | [ 15 ] |
| Stany Zjednoczone | 9 listopada 2010     | Digital download (The Remixes)        | Geffen    | [ 16 ] |
| Wielka Brytania   | 5 grudnia 2010       | Digital download (UK Version)         | Polydor   | [ 17 ] |
| Wielka Brytania   | 5 grudnia 2010       | Digital download (UK Remixes Version) | Polydor   | [ 18 ] |
| Stany Zjednoczone | 7 grudnia 2010       | Digital download (The Remixes Part 2) | Geffen    | [ 19 ] |